# Pristomyrmex quadridentatus
Pristomyrmex quadridentatus är en myrart som först beskrevs av Andre 1905.  Pristomyrmex quadridentatus ingår i släktet Pristomyrmex och familjen myror. Inga underarter finns listade i Catalogue of Life.